# Podborze (obwód iwanofrankiwski)
Podborze (ukr. Підбір'я), Podburze – wieś na Ukrainie w rejonie rohatyńskim obwodu iwanofrankiwskiego.